# غاما (قمر اصطناعي)
المرصد الفضائي غاما كان تلسكوب أشعة غاما مصمم لدراسة أشعة غاما العالية الطاقة المنبعثة من الأجرام الفلكية. بعثة غاما هي بعثة مشتركة تابعة لبرنامج الفضاء السوفيتي ومركز فرنسا الوطني للدراسات الفضائية . وقد تم إطلاقه في 11 يوليو 1990 في مدار منخفض حول الأرض يبلغ ارتفاعه 375 كيلومترا وميله 51.6 درجة. استمرت البعثة في المدار إلى 28 فبراير 1992. وكان على متن البعثة ثلاثة تلسكوبات، مصممة لرصد أشعة غاما .